# Йоан X (папа)
Вижте пояснителната страница за други личности с името Йоан X.
Йоан X (на латински: Ioannes PP. X) е римски папа с четиринадесетгодишен понтификат през десети век.
Италианец по народност, той остава в историята с консолидиращата си роля за Папската държава в политическите ѝ противопоставяния с италианските градове, германските държави и Византийската империя. Запомнен е като един от малкото папи, повели въоръжени войски в полева битка. Това става през месец юни 915 г., когато силите на Християнската лига побеждават сарацините в битката при Гариляно и овладяват тяхната инвазия. Смъртта му настъпва при неясни обстоятелства след конфликт с патриция Марозия и византийските аристократи в Италия. Наследен е от папа Лъв VI.